# Bergstena
Bergstena is een plaats in de gemeente Vårgårda in het landschap Västergötland en de provincie Västra Götalands län in Zweden. De plaats heeft 53 inwoners (2005) en een oppervlakte van 18 hectare. De plaats grenst aan het meer Tåsjön en voor de rest bestaat de directe omgeving van de plaats uit zowel bos als landbouwgrond. De plaats Vårgårda ligt ongeveer vijftien kilometer ten oosten van het dorp.